# Riten van Zhou
De Riten van Zhou (Zhouli), ook wel Ambtsdragers van de Zhou (Zhouguan) of Riten van de ambtsdragers van de Zhou (Zhouguanli) genoemd, is een klassiek Chinees boek dat behoort tot de Confucianistische Klassieken. Het werk vormt samen met de Regels en riten en de Optekeningen over de riten een onderdeel van de Drie Riten, een van de Vijf Klassieken. Het is een tot in detail uitgewerkte beschrijving van de bestuursorganisatie van de Chinese Zhou-dynastie. Het werk beschrijft echter een ideaal en niet de werkelijke bestuursstructuur. De Riten van Zhou werd door keizer Wang Mang gebruikt als blauwdruk voor de inrichting van zijn bestuur.

## Ontstaan
De Zhouli werd traditioneel toegeschreven aan de Hertog van Zhou (Zhou Gong), uit het begin van de Zhou-dynastie. Het werk is echter pas bekend sinds het midden van de tweede eeuw v.Chr. (de Westelijke Han-periode). De eerste wetenschapper die de Hertog van Zhou vermeldde als samensteller van de Zhouli was Zheng Xuan (鄭玄 127-200). Over deze mededeling ontstond reeds vroeg twijfel. Het werk was niet geschreven in de taal van de vroege Zhou-dynastie, maar eerder in die van het einde van de periode van de Lente en Herfst of van het begin van de periode van de Strijdende Staten. Bovendien kwam de beschrijving van de functies niet overeen met die van functies uit de tijd van de Hertog van Zhou, maar eerder met functies uit de tijd van de Strijdende Staten. Volgens de Hanshu werd het werk voor het eerst aangeboden aan Liu De (劉德), jongere broer van keizer Wudi (r. 141-86 v.Chr.), die de tekst liet opslaan in de keizerlijke bibliotheek. Het ging om een oude tekst (guwen), dat wil zeggen geschreven in een schrift afkomstig uit de tijd van vóór de standaardisatie door Qin Shihuangdi en van vóór de aan hem toegeschreven boekverbranding.
Het werk zou ongebruikt in de keizerlijke bibliotheek hebben gelegen, totdat Wang Mang keizer werd. Op advies van zijn bibliothecaris, Liu Xin gebruikte Wang Mang de Zhouli als blauwdruk voor de organisatie van zijn eigen bestuur. Hij wilde zijn machtsovername rechtvaardigen door zich te beroepen op de Hertog van Zhou en de bestuursinstellingen aan het begin van de Zhou-tijd. Na de val van Wang Mang in 23 na Chr. werd het werk daarom fel bekritiseerd, onder andere door He Xiu (何休, 129-182). Anderzijds bleef er ook waardering bestaan vanwege de toegeschreven hoge ouderdom van het werk. Tot deze groep wetenschappers behoorde de eerder genoemde Zheng Xuan.
Sinds de Song-tijd bestond er een richtingenstrijd over de authenticiteit van de Zhouli. Geleerden als Sima Guang (司馬光, 1019-1086), Hung Mai (洪邁, 1123-1202) en Su Che (蘇轍, 1039-1112) verweten Liu Xin de Zhouli te hebben vervalst, om zo de usurpatie door Wang Mang te kunnen rechtvaardigen. Immers, pas toen Liu bibliothecaris was geworden, raakte het werk bekend. Aan het einde van de 19e eeuw ontstond in China een beweging om het verstarde politieke systeem te hervormen. Liao Ping (寥平, 1852-1932) en met name Kang Youwei (康有為, 1858-1927) stelden dat Liu Xin alle 'oude tekst' versies van de klassieken, inclusief de Zhouli, had vervalst. Op die manier was de betekenis van Confucius als politiek hervormer en daarmee als voorloper van de hervormingsbeweging verloren gegaan.
Anderen, waaronder Chen Zhensun (陳振孫, 1190-1249), zagen in het werk zelf bewijzen voor een hoge ouderdom. Er stonden karakters in hun oude vorm vermeld en er werd een groot aantal functies beschreven die niet bekend waren tijdens de Han-dynastie. Deze visie werd in de 20e eeuw gevolgd door wetenschappers als Guo Moruo en Gu Jiegang. De Zweedse sinoloog Bernhard Karlgren (1889-1978) toonde in een tekstanalyse uit 1931 aan dat het werk al in het midden van de tweede eeuw v.Chr ongeveer zijn huidige vorm moet hebben gehad. Een aantal passages was terug te vinden in de Shiji, de Erya en het commentaar op het Boek der Liederen in de versie van Mao Heng (毛亨), werken die reeds lang voor Liu Xin en Wang Mang bestonden. Sindsdien neemt men algemeen aan dat de Zhouli niet door Liu Xin werd vervalst.

## Inhoud
De Zhouli bestaat uit een uitputtende opsomming van titels van functionarissen met een beschrijving van hun taken. Op die manier gaf het werk aan hoe het Zhou-rijk in theorie zou kunnen zijn bestuurd. De meer dan 30.000 vermelde functies zijn onderverdeeld in zes groepen, die de basis vormden voor de indeling van het bestuur in zes ministeries. Deze indeling van de regering in zes departementen werd gebruikelijk vanaf de Tang-tijd.
De zes in de Zhouli vermelde groepen waren:
1. Het Hemelse departement: de koninklijke huishouding met de eerste minister (Tianguan Zhongzai, 天官冢宰), gaat over het algemeen bestuur.
2. Het Aardse departement, het ministerie van onderwijs (Diguan situ, 地官司土).
3. Departementen van het Voorjaar, het ministerie van eredienst (Chunguan zongbo, 春官宗伯).
4. Departementen van de Zomer, het ministerie van oorlog (Xiaguan sima, 夏官司馬).
5. Departementen van de Herfst, het ministerie van justitie (Qiu guan sikou, 秋官司寇), gaat over wetten en bestraffing.
6. Departementen van de Winter ('Dongguan', 冬官) / Optekeningen over de Ambachtslieden (Kaogongji, 考工記). Het oorspronkelijke onderdeel Dongguan was het terrein van de Sikong (司空, de Opzichter voor openbare werken). Dat werk was reeds verloren op het moment dat de Zhouli bekend werd. Toen na oproepen bleek dat dat onderdeel niet meer kon worden teruggevonden, werd het vervangen door de Kaogongji, de Optekeningen over de Ambachtslieden. Dat was een opsomming van ambachtslieden werkzaam aan het hof en een technische beschrijving van de producten die door hen werden gemaakt. Het was dus geen beschrijving van hun functies, zoals bij de vijf voorafgaande onderdelen. Volgens commentator Jiang Yong (江永, 1681-1762) waren deze optekeningen afkomstig uit Qi en stamden zij uit de Periode van de Strijdende Staten.

## Eigen positie binnen de Dertien Klassieken
Toen in 136 v.Chr. de Vijf Klassieken door keizer Wudi (140-88 v.Chr.) werden vastgesteld behoorde de Zhouli samen met twee andere rituele handboeken, de Yili en de Liji, tot één categorie, de Li (riten, innerlijke wellevendheid). Die drie handboeken werden samen San Li (三禮, Drie Riten) genoemd. Gedurende de Tang-tijd kregen de Zhouli en Yili een eigen plaats binnen de Confucianistische canon, die vanaf de Song-tijd Dertien Klassieken werd genoemd.

## Vertaling
De enige vertaling van de Zhouli in een westerse taal:
- Biot, Édouard, Le Tcheou-li: ou, Rites des Tcheou / traduit pour la première fois du chinois par feu Édouard Biot, Paris (Imprimerie nationale) 1851, 3 delen. Herdruk 1975 Taipei (Cheng Wen Publishing). Deel 2 werd (na de dood van de vertaler in 1850) samengesteld door Stanislas Julien en Jean-Baptiste Biot, deel 3 is een analytische tabel.
  - Inclusief commentaren.